# Arabis hirsuta
Arabis hirsuta (Arabis hirsuta)  es una especie de la familia Brassicaceae. Se distribuyen por las regiones templadas de Asia, Europa y Norteamérica.

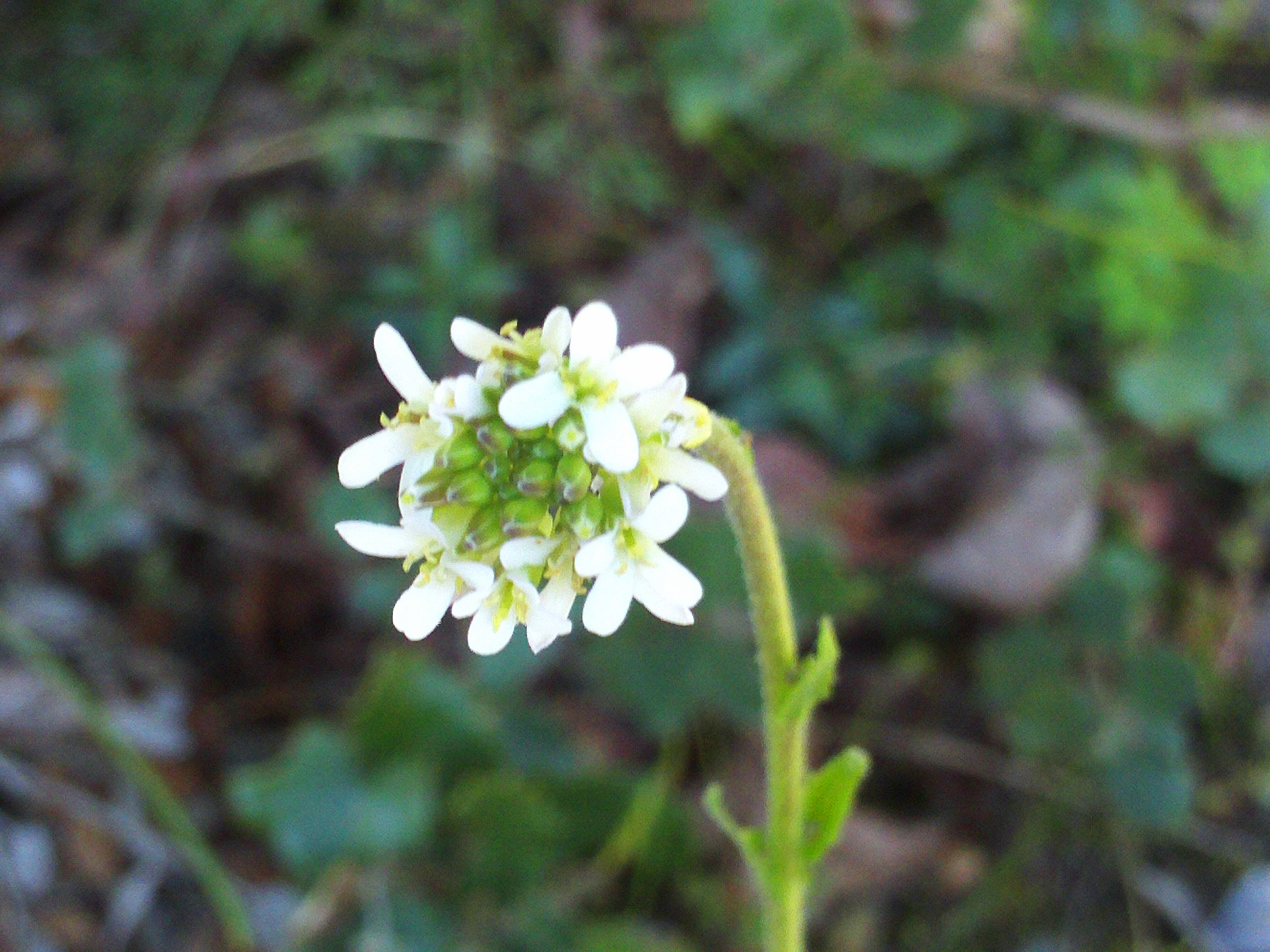
Inflorescencia

## Descripción
Es una planta herbácea bienal o perenne que está ramificada y alcanza los 60 cm de altura. Las hojas, en rosetas basales son sagitadas y con los márgenes dentadas. Las flores son diminutas de color blanco y rosado con 4 sépalos y 4 pétalos libres. El fruto es una silicua.

## Taxonomía
Arabis hirsuta fue descrita por (Carlos Linneo) Scop. y publicado en Flora Carniolica, Editio Secunda 2: 30–31. 1772.
Citología
Número de cromosomas de Arabis hirsuta (Fam. Cruciferae) y táxones infraespecíficos: 2n=32
Etimología
Arabis: nombre genérico que deriva de la palabra griega usada para "mostaza" o "berro", y la palabra griega para Arabia, quizás refiriéndose a la capacidad de estas plantas para crecer en suelos rocosos o arenosos.
hirsuta: epíteto latino que significa "peluda".
Sinonimia
| - Arabis accedens Jord. - Arabis brownii Jord. - Arabis collisparsa Jord. - Arabis conferta Willd. ex Rchb. - Arabis contracta Spenn. - Arabis curtisiliqua DC. - Arabis gracilescens Jord. - Arabis hirtella Jord. - Arabis idanensis Jord. - Arabis marschalliana Steud. - Arabis montana Lam. - Arabis nemoralis Steud. - Arabis nipponica (Franch. & Sav.) H.Boissieu - Arabis ovata (Pursh) Poir. - Arabis petricola Jord. - Arabis platystigma (Beck) Beck - Arabis propera Jord. - Arabis propinqua Jord. | - Arabis reichenbachii Syme - Arabis retziana Beurl. ex Nyman - Arabis rupestris Nutt. - Arabis sagittata var. nipponica Franch. & Sav. - Arabis sagittata var. ovata (Pursh) DC. - Crucifera contracta Y.H.L.Krause - Erysimum hirsutum (L.) Kuntze - Turritis accedens Fourr. - Turritis collisparsa Fourr. - Turritis curtisiliqua Fr. ex DC. - Turritis gerardiana Ramond ex DC. - Turritis hirtella Fourr. - Turritis idanensis Fourr. - Turritis multiflora Lapeyr. - Turritis oblongata Raf. - Turritis propera Fourr. - Turritis raji J.Presl & C.Presl - Turritis stenopetala Willd. |

## Nombres comunes
Campanario.